# Alan Channing
Pour les articles homonymes, voir Channing.
Alan Channing, né en 1948, est un herpétologiste sud-africain.
Il travaille au Department of Biodiversity & Conservation Biology à l'Université du Cap-Occidental en Afrique du Sud.
Il est un spécialiste des anoures d'Afrique subsaharienne.

## Taxons décrits
- Amietia dracomontana (Channing, 1978)
- Amietia vandijki (Visser & Channing, 1997)
- Amietophrynus Frost, Grant, Faivovich, Bain, Haas, Haddad, de Sá, Channing, Wilkinson, Donnellan, Raxworthy, Campbell, Blotto, Moler, Drewes, Nussbaum, Lynch, Green & Wheeler, 2006
- Arthroleptella drewesii Channing, Hendricks & Dawood, 1994
- Arthroleptella landdrosia Dawood & Channing, 2000
- Arthroleptella rugosa Turner & Channing, 2008
- Arthroleptella subvoce Turner, de Villiers, Dawood & Channing, 2004
- Breviceps fichus Channing & Minter, 2004
- Buergeriinae Channing, 1989
- Cacosternum kinangopensis Channing & Schmitz, 2009
- Cacosternum plimptoni Channing, Brun, Burger, Febvre & Moyer, 2005
- Callulina kisiwamsitu de Sá, Loader & Channing, 2004
- Churamiti Channing & Stanley, 2002
- Churamiti maridadi Channing & Stanley, 2002
- Duttaphrynus Frost, Grant, Faivovich, Bain, Haas, Haddad, de Sá, Channing, Wilkinson, Donnellan, Raxworthy, Campbell, Blotto, Moler, Drewes, Nussbaum, Lynch, Green & Wheeler, 2006
- Feihyla Frost, Grant, Faivovich, Bain, Haas, Haddad, de Sá, Channing, Wilkinson, Donnellan, Raxworthy, Campbell, Blotto, Moler, Drewes, Nussbaum, Lynch, Green & Wheeler, 2006
- Hemisus barotseensis Channing & Broadley, 2002
- Ingerophrynus Frost, Grant, Faivovich, Bain, Haas, Haddad, de Sá, Channing, Wilkinson, Donnellan, Raxworthy, Campbell, Blotto, Moler, Drewes, Nussbaum, Lynch, Green & Wheeler, 2006
- Kassina jozani Msuya, Howell & Channing, 2007
- Litoria michaeltyleri Frost, Grant, Faivovich, Bain, Haas, Haddad, de Sá, Channing, Wilkinson, Donnellan, Raxworthy, Campbell, Blotto, Moler, Drewes, Nussbaum, Lynch, Green & Wheeler, 2006
- Nectophrynoides laticeps Channing, Menegon, Salvidio & Akker, 2005
- Petropedetes yakusini (Channing, Moyer & Howell, 2002)
- Phrynobatrachus bullans Crutsinger, Pickersgill, Channing & Moyer, 2004
- Phrynobatrachus kakamikro Schick, Zimkus, Channing, Köhler & Lötters, 2010
- Poyntonia Channing & Boycott, 1989
- Poyntonia paludicola Channing & Boycott, 1989
- Poyntonophrynus Frost, Grant, Faivovich, Bain, Haas, Haddad, de Sá, Channing, Wilkinson, Donnellan, Raxworthy, Campbell, Blotto, Moler, Drewes, Nussbaum, Lynch, Green & Wheeler, 2006
- Probreviceps durirostris Loader, Channing, Menegon & Davenport, 2006
- Pseudepidalea Frost, Grant, Faivovich, Bain, Haas, Haddad, de Sá, Channing, Wilkinson, Donnellan, Raxworthy, Campbell, Blotto, Moler, Drewes, Nussbaum, Lynch, Green & Wheeler, 2006
- Ptychadena mapacha Channing, 1993
- Strongylopus kitumbeine Channing & Davenport, 2002
- Strongylopus springbokensis Channing, 1986
- Tomopterna damarensis Dawood & Channing, 2002
- Tomopterna luganga Channing, Moyer & Dawood, 2004
- Tomopterna tandyi Channing & Bogart, 1996
- Vandijkophrynus Frost, Grant, Faivovich, Bain, Haas, Haddad, de Sá, Channing, Wilkinson, Donnellan, Raxworthy, Campbell, Blotto, Moler, Drewes, Nussbaum, Lynch, Green & Wheeler, 2006